# Ben’s Original

Offizielles Logo

Ben’s Original (bis 2021: Uncle Ben’s) ist ein früherer US-amerikanischer Lebensmittelhersteller und heute eine Marke der Mars Incorporated. Ursprünglich spezialisierte sich Uncle Ben’s auf Reis, heute werden unter der Marke auch Saucen und Fertiggerichte verkauft.

## Geschichte

Logo bis 2021 mit ehemaligem Namen

In den 1910er Jahren entwickelte der deutsch-britische Chemiker Erich Huzenlaub (1888–1964) ein Verfahren zum Parboiling. Der Geschäftsmann Gordon Harwell entwickelte 1943 mit dem Parboiling eine Methode zur Vorbehandlung von Reis, bei der sich Vitamine und Mineralstoffe im Innern des Reiskorns ansammeln. Damit wird der Reis ernährungsphysiologisch wertvoller als nicht vorbehandelter geschälter weißer Reis. Das Parboiling verringert auch die Neigung des gekochten Reises zum Kleben.
Im selben Jahr wurde dieses Verfahren bei Converted Rice Inc. (in Houston), dem Vorgänger der Uncle Ben’s Inc., zum ersten Mal eingesetzt. In den ersten Jahren belieferte das Unternehmen ausschließlich die US-Streitkräfte. In den späten 1940er Jahren beschlossen der erste Direktor von Converted Rice Inc., Gordon Harwell, und Forrest E. Mars, Gründer der Mars Incorporated, den Reis allen amerikanischen Konsumenten anzubieten. Sie verwendeten dafür den Namen Uncle Ben’s, den Harwell schon seit den 1930er Jahren benutzte.
1952, sechs Jahre nach Einführung, war die Marke Weltmarktführer. Sie expandierte 1960 nach Deutschland und 1966 nach Frankreich. Markenzeichen war seit 1946 der Kopf eines älteren Afroamerikaners mit weißen Haaren.
2020 gab das Unternehmen bekannt, die Marke im folgenden Jahr in Ben’s Original umbenennen und den Kopf des Schwarzen aus dem Logo entfernen zu wollen. Hintergrund ist, dass die Bezeichnung „Uncle“ statt „Mr.“ (oder „Ms.“) für Afroamerikaner verwendet wurde, da sie der Bezeichnung „Mr.“ nicht würdig erschienen. Zusammen mit der dienerhaften Darstellung wurde dies als stereotypisierend und rassistisch kritisiert.

## Produkte
Zunächst spezialisierte sich Uncle Ben’s, so der ursprüngliche Name, auf Reis. In den 1980er Jahren wurde auch Reis in Kochbeutel abgefüllt. Seit den 1990er Jahren werden zudem Saucen angeboten. Seit 2001 gibt es den sogenannten „Express-Reis“, der in zwei Minuten in der Mikrowelle verzehrfertig erhitzt werden kann. Seit einigen Jahren bietet Ben’s Original auch Fertiggerichte an.